# Aenictus javanus
Aenictus javanus är en myrart som beskrevs av Carlo Emery 1896. Aenictus javanus ingår i släktet Aenictus och familjen myror. Inga underarter finns listade i Catalogue of Life.